# روي فوربس (لاعب هوكي الجليد)
روي فوربس هو لاعب هوكي الجليد كندي، ولد في 6 أبريل 1922 في بورتاج لابريري في كندا، وتوفي في 12 أبريل 2017 في كيلونا في كندا.